# Hetaeria hylophiloides
Hetaeria hylophiloides är en orkidéart som först beskrevs av Cedric Errol Carr, och fick sitt nu gällande namn av Paul Ormerod och Jeffrey James Wood. Hetaeria hylophiloides ingår i släktet Hetaeria och familjen orkidéer. Inga underarter finns listade i Catalogue of Life.